# Rund um den Henninger-Turm 2008
Das 47. Rund um den Henninger-Turm war ein Rad-Eintagesrennen, das am 1. Mai 2008 stattfand. Neben einer Profi- und einer U23-Austragung fanden diverse Nachwuchsrennen statt.

## Elite-Rennen
Das Profi-Rennen war Teil der UCI Europe Tour 2008, wo es in die höchste Kategorie 1.HC eingestuft war. Die Distanz betrug 179 Kilometer.

### Ergebnisse

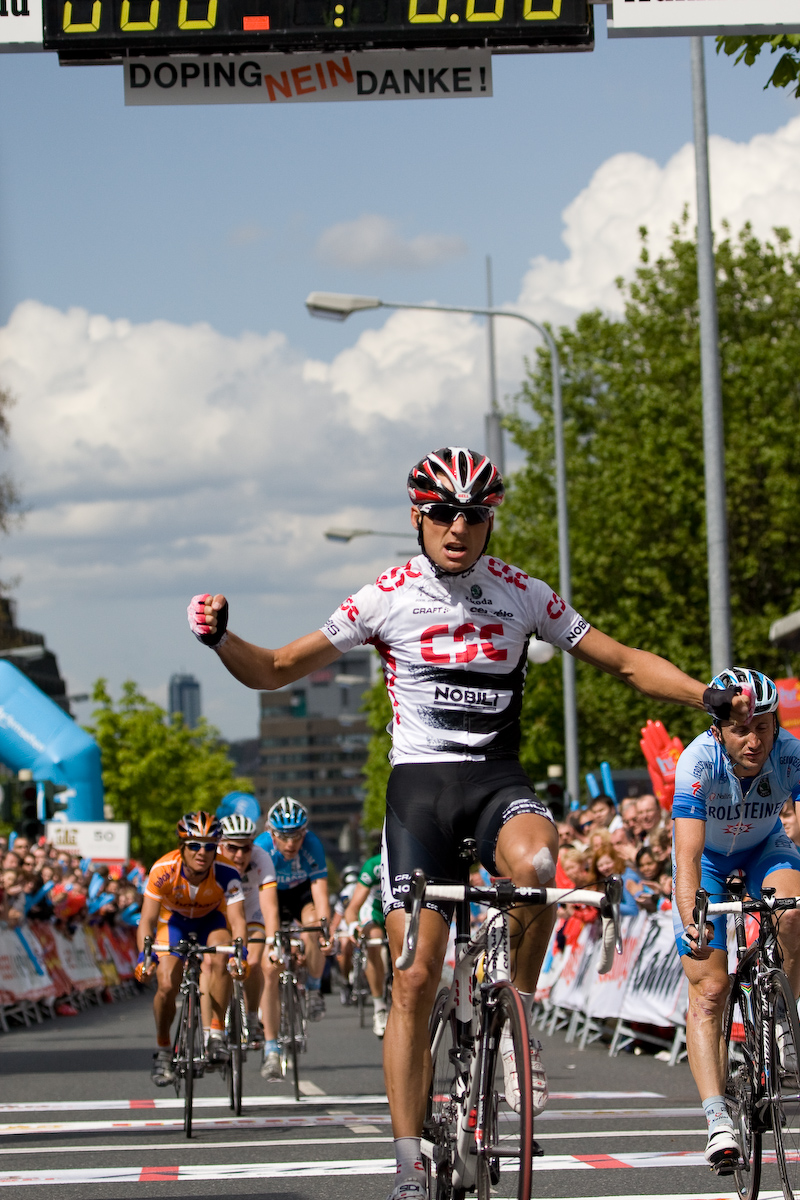
Karsten Kroon bei der Zieldurchfahrt

|     | Fahrer           | Team                         | Zeit       |
| --- | ---------------- | ---------------------------- | ---------- |
| 1.  | Karsten Kroon    | CSC                          | 4:25:36 h  |
| 2.  | Davide Rebellin  | Gerolsteiner                 | gl. Zeit   |
| 3.  | Mauricio Ardila  | Rabobank                     | gl. Zeit   |
| 4.  | Fabian Wegmann   | Gerolsteiner                 | gl. Zeit   |
| 5.  | Christian Knees  | Milram                       | gl. Zeit   |
| 6.  | Nicolas Roche    | Crédit Agricole              | gl. Zeit   |
| 7.  | Steffen Wesemann | Cycle Collstrop              | gl. Zeit   |
| 8.  | Björn Glasner    | Kuota-Senges                 | + 0:03 min |
| 9.  | Andy Schleck     | CSC                          | + 0:04 min |
| 10. | Bert De Waele    | Landbouwkrediet-Tönissteiner | + 1:10 min |

## U23-Rennen
Die U23-Austragung ist ebenfalls Teil der UCI Europe Tour 2008 und in die Kategorie 2.2U eingestuft. Die Länge betrug 143,1 Kilometer.

### Ergebnisse
|     | Fahrer              | Team                    | Zeit       |
| --- | ------------------- | ----------------------- | ---------- |
| 1.  | Stefan Denifl       | Nationalteam Österreich | 4:16:15 h  |
| 2.  | Christoph Sokoll    | Nationalteam Österreich | gl. Zeit   |
| 3.  | Mitja Schlüter      | Milram Continental      | + 0:04 min |
| 4.  | Ralf Matzka         | Team Ista               | + 1:03 min |
| 5.  | Tino Meier          | LKT Team-Brandenburg    | gl. Zeit   |
| 6.  | Erik Mohs           | Milram Continental      | gl. Zeit   |
| 7.  | Lucas Schädlich     | Thüringer Energie Team  | gl. Zeit   |
| 8.  | Thomas Bontenackles | Team Vlassenroot        | gl. Zeit   |
| 9.  | Martin Reimer       | LKT Team-Brandenburg    | gl. Zeit   |
| 10. | Sascha Wagner       | Bezirk Kassel-Spessart  | gl. Zeit   |